# Giuseppe Pellizza
Giuseppe Pellizza ou Pellizza da Volpedo, né le 28 juillet 1868 à Volpedo, province d'Alexandrie (Italie) – mort le 14 juin 1907 à Volpedo, peintre italien, au début divisionniste, puis tenant du courant social[pas clair].

## Biographie

### Formation et perfectionnement
Fils d'agriculteurs, il fréquente l'école technique de Castelnuovo Scrivia où il apprend les rudiments de dessin. Grâce aux connaissances acquises en commercialisant leurs produits, la famille Pellizza entre en contact avec les frères Grubicy qui le poussent à s'inscrire à l'académie de Brera. À la même époque, il reçoit des leçons privées du peintre Giuseppe Puricelli puis devient élève de Pio Sanquirico.
Il expose pour la première fois à Brera en 1885.
Les études terminées à Milan, Pellizza décide de poursuivre sa formation en se rendant à Rome, d'abord à l'Accademia di San Luca puis à l'école libre du nu à l'académie de France à la Villa Médicis.
Déçu par Rome, il quitte la ville avant la date prévue pour se rendre à Florence, où il fréquente l'académie des beaux-arts avec Giovanni Fattori comme maître.
À la fin de l'année académique, il retourne à Volpedo, dans le but de se consacrer à la peinture du vrai par l'intermédiaire de l'étude de la nature. N'étant pas satisfait par le niveau atteint, il se rend à Bergame, où, à l'académie Carrara il fréquenta les cours privés de Cesare Tallone.
En 1899, il visite Paris à l'occasion de l'Exposition universelle. Il fréquente ensuite l'académie Ligustica à Gênes.
Au terme de ce dernier séjour, il retourne dans sa région natale, où il épouse une paysanne du pays, Teresa Bidone, en 1892. À partir de ce moment, il commence à ajouter « da Volpedo » à sa signature.

### Maturité artistique
Le peintre, durant ces années, abandonne progressivement la peinture en pâte pour adopter la technique du divisionnisme. Il se mesure avec les autres peintres qui utilisent cette technique, et particulièrement Giovanni Segantini, Angelo Morbelli et Giuseppe Longoni, et en partie aussi avec Gaetano Previati. En 1891 il expose à la Triennale de Milan, en se faisant connaître du grand public. Il continue à exposer dans toute l'Italie (Exposition Italo-Colombienne de Gênes 1892, puis de nouveau Milan 1894).
Revenu à Florence en 1893, il y fréquente l'Institut des études supérieures, et visite ensuite Rome et Naples.
C'est durant cette période que le peintre commence à abandonner la peinture du vrai (vérisme), pour embrasser le pointillisme puis le divisionnisme. En 1900 il expose à Paris Lo specchio della vita (Le Miroir de la vie). En 1901, il termine le tableau Il Quarto Stato (Le Quatrième État), auquel il a consacré dix années d'études et d'efforts. L'œuvre, exposée l'année suivante à la Quadriennale de Turin, n'obtient pas la reconnaissance espérée et déclenche même des polémiques et des sentiments de déception auprès d'un grand nombre de ses amis. Déçu, il finit par abandonner toute relation avec les intellectuels et les artistes de l'époque, avec lesquels, depuis quelque temps, il entretenait des rapports épistolaires étroits.
Son ami Segantini étant mort entre-temps, Pellizza entreprend en 1904 un voyage en Engadine, endroit typique de l'art de Segantini, afin de réfléchir sur les motivations et l'inspiration du peintre qu'il considère comme son maître.

### Dernières années
En 1906, grâce à la diffusion toujours plus grande de ses œuvres lors d'expositions nationales et internationales, il est appelé à Rome, où il réussit à vendre ses œuvres, dont une à l'État italien, Il sole (Le Soleil), destiné à la galerie d'art moderne.
Cela semble être le début d'une nouvelle période favorable, durant laquelle finalement, le milieu artistique et littéraire reconnaît les thèmes de ses œuvres. Cependant, la mort soudaine de son épouse, en 1907, le jette dans une profonde dépression. Le 14 juin de la même année, alors qu'il n'a pas encore quarante ans, il se suicide en se pendant dans son atelier à Volpedo.

## Œuvres principales
- Il Quarto Stato / Le Quart-État (galerie d'art moderne de Milan)
- Fiumana / Fleuve (pinacothèque de Brera, Milan)
- Il sole / Le Soleil (galerie nationale d'art moderne de Rome)
- L'amore nella vita / L'Amour de la vie (collection privée, Lonedo)
- Il sorgere del sole / Le Lever du soleil (collection privée, Turin)
- Panni al sole / Pains au soleil (collection privée, Milan)
- Prato fiorito / Pré fleuri (galerie nationale d'art moderne)
- Charité chrétienne, (Musées civiques de Pavie)
- Statua a Villa Borghese / Statue à la Villa Borghese (galerie nationale d'art moderne, Venise)
- Lo specchio della vita / Le Miroir de la vie (musée de la ville de Turin)
- Ricordo di un dolore / Mémoire d'une douleur, 1889 (Accademia Carrara, Bergame)

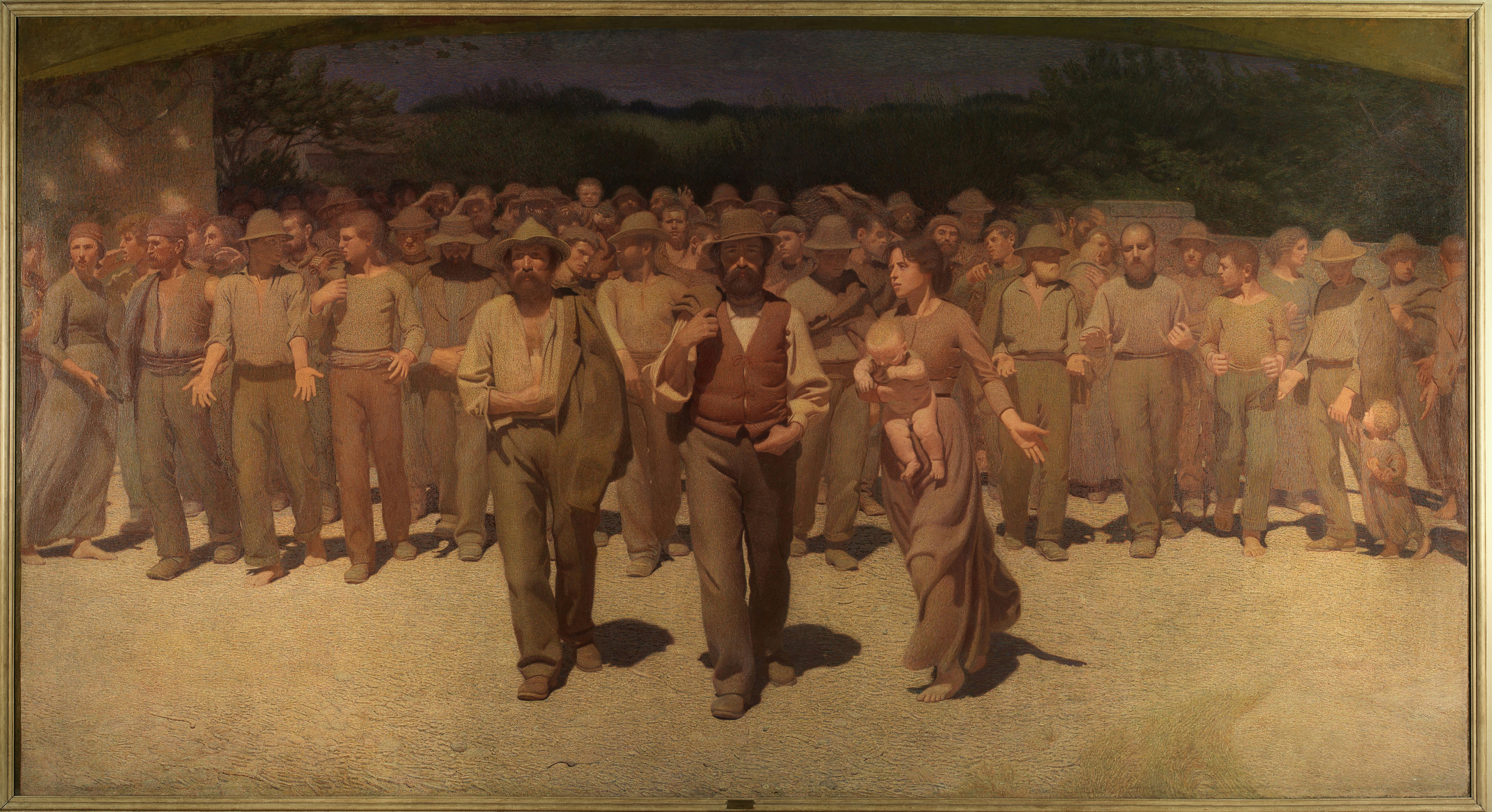
Il Quarto Stato (1901).
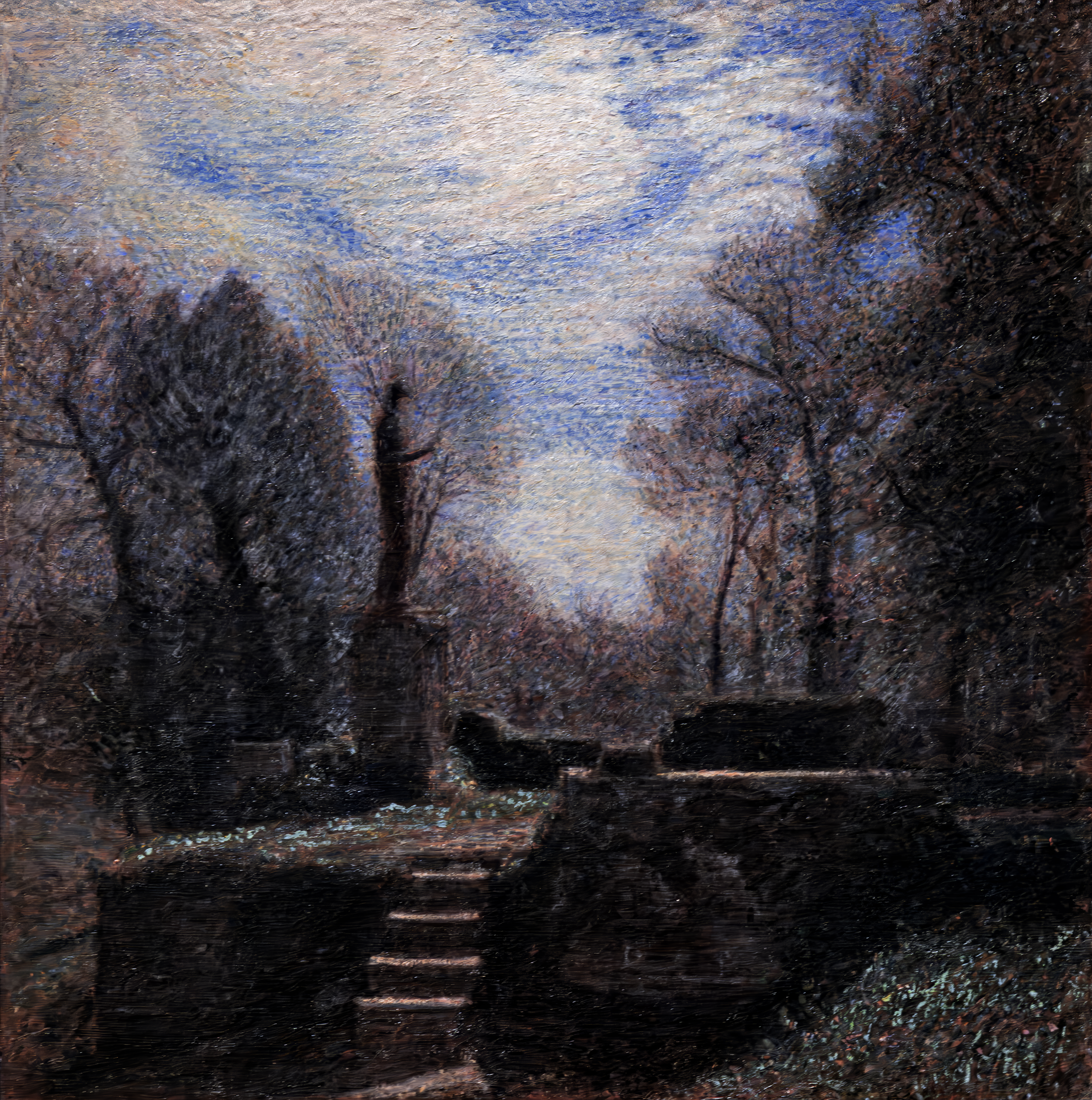
La statua a Villa Borghese (1906), Galerie nationale d'art moderne, Venise

### Autres projets
- Giuseppe Pellizza sur Commons